# Maxwells demon

De demon verzamelt de koude moleculen in de ene ruimte en de warme in de andere door steeds op het juiste moment het luikje open te zetten.

Maxwells demon is een gedachte-experiment, uit 1867, van de Schotse natuurkundige James Clerk Maxwell en bedoeld om de Tweede wet van de thermodynamica in twijfel te trekken. Het woord demon verwijst naar een fictief wezentje dat met zijn handelingen deze natuurwet omzeilt.
Volgens deze wet zal een gesloten systeem altijd naar een hogere entropie gaan om uiteindelijk in een zo hoog mogelijke entropie terecht te komen en te blijven. De entropie zal nooit omlaag gaan. Het is dus niet mogelijk dat twee lichamen met een gelijke temperatuur in thermisch contact met elkaar, en samen een gesloten systeem vormend, evolueren naar een staat waar het ene lichaam een hogere temperatuur heeft dan het andere.
Maxwell bedacht een gesloten systeem waarin de entropie wél verlaagd kon worden en beschreef dit in 1867 in een brief aan zijn vriend en mede-natuurkundige Peter Guthrie Tait. In 1871 beschreef hij het nogmaals in een brief aan John William Strutt en vervolgens publiceerde hij het in 1872 in zijn boek Theory of Heat. Hij had het hier nog niet over een "demon". De term "Maxwells demon" werd voor het eerst gebruikt door William Thomson in 1874 in een artikel in het tijdschrift Nature. De term demon werd namelijk vaker gebruikt om hypothetische wezens aan te duiden die de natuurwetten of filosofische ideeën tarten. Het concept leidde tot veel discussie.

## Het gedachte-experiment
Stel, we hebben twee ruimtes, met een tussenschot, die samen een gesloten systeem vormen. De ruimtes bevatten hetzelfde gas met dezelfde temperatuur. Echter dat dit gas dezelfde temperatuur heeft betekent nog steeds wel dat de afzonderlijke moleculen verschillende temperaturen en dus verschillende snelheden hebben. Tussen de twee ruimtes zit een tussenschot met daarin een klein deurtje dat bediend kan worden door een wezen, Maxwells Demon. Stel nu dat dit wezen de mogelijkheid heeft om de snelheid van een molecuul te bepalen, dan kan dit de deur openen als er een molecuul met een hoge snelheid aankomt en sluiten bij een molecuul met lage snelheid. Op deze manier zou de demon bijvoorbeeld moleculen met een hoge snelheid van de ene in de andere ruimte toelaten en moleculen met een lage snelheid in de andere ruimte. Dit zou betekenen dat de gemiddelde snelheid van de moleculen in de ene ruimte toeneemt en dus stijgt de temperatuur. In de andere ruimte zou de temperatuur dalen. Hierdoor ontstaat er een temperatuurverschil tussen beide ruimten, hetgeen in strijd is met de tweede wet van de thermodynamica.

### Perpetuum mobile
In theorie zou met deze methode een perpetuum mobile gebouwd kunnen worden. Het warmteverschil tussen beide ruimtes zou gebruikt kunnen worden om met een warmtemachine energie op te wekken. Met een nanomechanisme dat het deurtje bedient en dat (een deel van) de opgewekte energie gebruikt zou een apparaat geven dat geen energie kost maar dit wel opwekt. Dit is in strijd met de wetten van de thermodynamica. Het punt is echter dat het hier om twee losstaande processen gaat. Het scheiden van de moleculen en het mechanisme dat de moleculen detecteert en op het juiste moment het deurtje bedient. Mogelijk zou dit mechanisme steeds energiezuiniger gemaakt kunnen worden totdat het minder energie verbruikt dan het oplevert.

## Analyse
Is dit correct? Zou zo'n demon of mechanisme kunnen bestaan? Een van de bekendste reacties hierop is gesuggereerd in 1929 door Leó Szilárd en later door Léon Brillouin. Szilárd stelde dat zo'n demon de mogelijkheid moet hebben om de moleculaire snelheid te meten, deze meting zou energie kosten. Volgens de tweede hoofdwet van de thermodynamica moet de entropie van het gesloten systeem toenemen. Aangezien er interactie is tussen de demon en het gas, moeten we deze twee samen beschouwen. Het verlies van energie van de demon zal een toename van zijn entropie betekenen, deze zal groter zijn dan de entropie-afname van het gas. Deze entropietoename betekent dat het experiment niet in strijd is met de tweede hoofdwet van de thermodynamica.
Deze verklaring werd uitgebreid in 1982 door Charles H. Bennett. In 1960 realiseerde Rolf Landauer dat thermodynamische reversibele metingen de entropie niet verhogen. In Maxwells gedachte-experiment zou dit betekenen dat de demon informatie over de staat van de molecuul moet opslaan. Aangezien de demon niet alles kan onthouden zal hij op een gegeven moment dingen vergeten, hierdoor zijn voorgaande metingen irreversibel. Landauer stelde dat juist het wissen van informatie energie kost.

## Uitvoering
De stand van de techniek is nog niet zover dat het experiment echt uitgevoerd kan worden. Er zijn wel experimenten gedaan met het vangen van elektronen. Dit kwam in de buurt van het idee van Maxwells demon. Het ging hierbij steeds om elektronen die vrijelijk van de ene kant van een schakeling naar de andere konden bewegen. De schakeling was zo gemaakt dat de elektronen niet terug konden. Op die manier werd aan de ene kant een lage spanning en aan de andere kant een hoge spanning opgebouwd. Steeds bleek dat de werking van de schakeling meer energie kostte dan dat door de elektronen werd opgebouwd.